# Правители ГДР
Политическое руководство Восточной Германии было распределено между несколькими структурами. Социалистическая единая партия Германии (СЕПГ) и её лидер обладали высшей властью и властью над государством и правительством.
В 1948 году СССР учредили в своей оккупационной зоне Немецкую экономическую комиссию (DWK) в качестве де-факто правительства, председателем которой был Генрих Рау. 7 октября 1949 года было провозглашено создание ГДР, которое приняло на себя правительственные функции от Немецкой экономической комиссии, в основном с теми же политическими фигурами.
До осени 1989 года высшей государственной должностью в ГДР была должность Генерального секретаря ЦК СЕПГ. Конституция ГДР содержала раздел, предоставляющий СЕПГ монополию на власть, а Генеральный секретарь фактически является лидером страны. Вместе с Политбюро ЦК СЕПГ, которое он возглавлял, они определяли всю государственную политику, а Совет министров и Правительство воплощали в жизнь их решения.
Формальным главой государства первоначально был президент Германской Демократической Республики. После смерти действующего президента Вильгельма Пика в 1960 году этот пост был заменен коллективным органом главы государства — Государственным советом. Функции правительства были у Совета министров и его председателя, однако все решения принимались партией, а кабинет их реализовывал. Другими государственными институтами были законодательный орган Народная палата и высший государственный орган по вопросам обороны страны и планирования мобилизации Национальный совет обороны ГДР.
Политический ландшафт был полностью изменён Мирной революцией в конце 1989 года, когда СЕПГ пришлось отказаться от своей монополии на политическую власть, а Совет национальной обороны и Государственный совет были упразднены. Председатель Народной палаты по умолчанию стал главой государства в оставшиеся полгода существования ГДР. Совет министров был сформирован на основе первых демократических выборов в стране в марте 1990 года. ГДР присоединилась к ФРГ 3 октября 1990 года.

## Главы государства

### Президент ГДР
- Иоганнес Дикман 7 октября 1949 — 11 октября 1949 (и. о.)
- Вильгельм Пик 11 октября 1949 — 7 сентября 1960 (умер, находясь в должности)
- Иоганнес Дикман 7 сентября 1960 — 12 сентября 1960 (и. о.)
- Сабина Бергман-Поль 5 апреля — 2 октября 1990 (и. о.)

### Председатели Госсовета ГДР
- Вальтер Ульбрихт 12 сентября 1960 — 1 августа 1973 (умер, находясь в должности)
- Фридрих Эберт 1 августа 1973 — 3 октября 1973 (и. о.)
- Вилли Штоф 3 октября 1973 — 29 октября 1976
- Эрих Хонеккер 29 октября 1976 — 18 октября 1989
- Эгон Кренц 24 октября 1989 — 6 декабря 1989
- Манфред Герлах 6 декабря 1989 — 5 апреля 1990 (и. о.)

## Главы исполнительной власти

### Премьер-министры ГДР
| Портрет | Имя             | Дата рождения | Дата смерти      | Вступил в должность | Покинул должность |
| ------- | --------------- | ------------- | ---------------- | ------------------- | ----------------- |
|         | Отто Гротеволь  | 11 марта 1894 | 21 сентября 1964 | 12 октября 1949     | 21 сентября 1964  |
|         | Лотар де Мезьер | 2 марта 1940  | —                | 12 апреля 1990      | 2 октября 1990    |

### Председатели Совета Министров
- Вилли Штоф (1-й раз; 1964—1973)
- Хорст Зиндерман (1973—1976)
- Вилли Штоф (2-й раз; 1976 — 7 ноября 1989)
- Ханс Модров (13 ноября 1989—1990)

## ПредседателиНародной палаты ГДР
- Иоганнес Дикман (1949—1969)
- Геральд Гёттинг (1969—1976)
- Хорст Зиндерман (1976—1989)
- Гюнтер Малойда (1989—1990)
- Сабина Бергман-Поль (5 апреля—2 октября 1990)